# Tulasnella violea
Tulasnella violea é uma espécie de fungo pertencente à família Tulasnellaceae.